# Imre Kovács
Imre Kovács (Budapest, 26 novembre 1921 – Budapest, 9 marzo 1996) è stato un calciatore e allenatore di calcio ungherese, di ruolo centrocampista.

## Carriera
Fece parte della Nazionale ungherese che vinse l'oro alle Olimpiadi del 1952 e arrivò in finale ai mondiali del 1954.

## Palmarès

### Giocatore

#### Club

##### Competizioni nazionali
- Campionato ungherese: 3

MTK Budapest: 1951, 1953, 1957-1958
- Coppa d'Ungheria: 1

MTK Budapest: 1951-1952

##### Competizioni internazionali
- Coppa Mitropa: 1

MTK Budapest: 1955

#### Nazionale
- Oro olimpico: 1

Helsinki 1952

### Allenatore

#### Competizioni nazionali
- Campionato ungherese: 2

Ujpest: 1971-1972, 1972-1973

#### Competizioni internazionali
- Coppa Mitropa: 1

MTK Budapest: 1963